# Zbruii, Brodî
Zbruii (în ucraineană Збруї) este un sat în comuna Stanislavciîk din raionul Brodî, regiunea Liov, Ucraina.

## Demografie
Componența lingvistică a localității Zbruii
     Ucraineană (100%)
Conform recensământului din 2001, toată populația localității Zbruii era vorbitoare de ucraineană (100%).